# Cordillera Central (Westperu)
Die Cordillera Central ist ein Gebirgszug in der peruanischen Westkordillere der Anden in Südamerika.

## Lage
Die Cordillera Central befindet sich in den Regionen Lima (Provinzen Huarochirí und Yauyos) und Junín (Provinzen Jauja und Yauli). Der zum Teil vergletscherte Gebirgszug liegt zwischen den Breitengraden 11°37'S und 12°36'S und verläuft in NNW-SSO-Richtung über eine Strecke von etwa 120 km. Die nördliche Abgrenzung bildet der Paso Ticlio. Den nördlichen Teil des Gebirgszugs bildet die Cordillera Huarochirí, den südlichen die Cordillera de Yauyos. Höchste Erhebung ist der in der Cordillera de Yauyos gelegene Nevado Ticlla mit 5897 m. Der 5750 m hohe Nevado Pariacaca bildet den höchsten Punkt der Cordillera Huarochirí. Die Cordillera Central wird im Westen von den Flüssen Río Rímac, Río Mala und Río Cañete zum Pazifischen Ozean hin entwässert. Die Ostflanke des Gebirges wird über den Río Mantaro entwässert. Im Norden findet der Gebirgszug seine Fortsetzung in der Cordillera La Viuda.

## Berge und Gipfel
Im Folgenden eine Auswahl der Berge und Gipfel in der Cordillera Central.

### Cordillera Huarochirí
| Name (hispanisiert) | Name (Quechua) | Höhe in m |                            | Distrikte                                |
| ------------------- | -------------- | --------- | -------------------------- | ---------------------------------------- |
| Pariacaca           | Paryaqaqa      | 5750      | -11.994822 -75.993203 5750 | Canchayllo, San Lorenzo de Quinti, Tanta |
| Antachaire          | Antachayri     | 5700      | -11.90244 -76.04424 5700   | Suitucancha                              |
| Tunshu              | Tunshu         | 5660      | -11.89429 -75.98499 5660   | Canchayllo, Suitucancha                  |
| Colquepucro         | Qullqip'ukru   | 5658      | -11.97389 -76.02349 5658   | Canchayllo, San Lorenzo de Quinti        |
| Paca                | Paka           | 5510      | -11.895833 -76.066111 5510 | San Mateo                                |
| Carhuachuco         | Qarwachuku     | 5507      | -11.85245 -76.05541 5507   | Suitucancha                              |
| Suiricocha          | Suyruqucha     | 5500      | -11.938889 -76.051944 5500 | Canchayllo, San Lorenzo de Quinti        |
| Huallacancha        | Wayllakancha   | 5500      | -11.87 -76.044444 5500     | Suitucancha, Yauli                       |
| Tucumachay          | Tukumach'ay    | 5350      | -11.91713 -75.97646 5350   | Canchayllo                               |

### Cordillera de Yauyos
| Name (hispanisiert) | Name (Quechua)  | Höhe in m |                            | Distrikte                  |
| ------------------- | --------------- | --------- | -------------------------- | -------------------------- |
| Ticlla / Cotoni     | Tiklla / Qutuni | 5897      | -12.258999 -75.958654 5897 | Ayaviri, Miraflores, Tanta |
| Llongote            | Llunkuti        | 5781      | -12.33281 -75.94987 5781   | Ayaviri, Carania, Yauyos   |
| Huayna Cotoni       | Waynaqutuni     | 5463      | -12.26547 -75.98442 5463   | Ayaviri, Quinches, Tanta   |
| Acopalca            | Aqup'allqa      | 5445      | -12.224167 -75.991111 5445 | Tanta                      |
| Runcho              | Runchu          | 5165      | -12.198056 -76.055278 5165 | San Joaquín, Tanta         |
| Toro                | T'uru           | 5100      | -12.606667 -75.764722 5100 | Colonia, Huantán           |
| Huancarcocha        | Wankarqucha     | 5271      | -12.582778 -75.790278 5271 | Colonia, Huantán           |